# Паркер, Дороти
Дороти Паркер (англ. Dorothy Parker, 22 августа 1893 года, Лонг-Бранч, Нью-Джерси, США — 7 июля 1967 года, Нью-Йорк, США), урождённая Ротшильд (Rothschild) — американская писательница и поэтесса еврейского происхождения, известная своим едким юмором, остротами и проницательностью в отношении пороков городской жизни XX века.

## Биография
Дороти Паркер родилась в 1893 году в еврейской семье. Была младшей из трёх братьев и сестёр. Её мать умерла, когда ей было пять лет. Училась в католической школе.
Несмотря на трудное детство, Паркер достигла успеха и признания, став известной как благодаря сотрудничеству в таких изданиях, как The New Yorker, так и в качестве члена-основателя прославленной группы писателей Algonquin Round Table, которую позже стала презирать. После распада этой группы Паркер поехала в Голливуд, где занималась написанием сценариев. Её успехи там, в том числе две номинации на премию «Оскар», в конечном итоге были ограничены, так как её участие в левом (в частности, антифашистском) движении привело к тому, что она попала в  «Чёрный список» Голливуда.
Паркер пережила три брака (два с одним и тем же человеком) и ряд попыток самоубийства, однако в итоге стала зависимой от алкоголя. Хотя она сама критически отзывалась о своём таланте и сожалела о своей репутации как «остряка», её творчество и блестящие остроты выдержали испытание временем и остаются востребованными спустя долгое время после её смерти.

## В популярной культуре
В 1994 году на экраны вышла картина «Миссис Паркер и порочный круг» режиссёра Алана Рудольфа. Главную роль блестяще исполнила Дженнифер Джейсон Ли. Драма о взлёте и падении известной американской писательницы XX века развенчала многочисленные слухи и домыслы, показав истинную историю жизни Дороти Паркер — «женщины, которую отвергли».